# Сеченьи, Йожеф
Йожеф Сеченьи (венг. Szécsényi József; 10 января 1932, Сегвар — 21 марта 2017, Будапешт) — венгерский легкоатлет, специалист по метанию диска. Выступал за сборную Венгрии по лёгкой атлетике в период 1953—1965 годов, бронзовый призёр чемпионата Европы в Берне, девятикратный чемпион национального первенства, рекордсмен страны в метании диска, участник двух летних Олимпийских игр. Также известен как тренер и преподаватель.

## Биография
Йожеф Сеченьи родился 10 января 1932 года в деревне Сегвар в пригороде Чонграда. Проходил подготовку в Будапеште в столичном спортивном клубе «Будапешт Хонвед».
Первого серьёзного успеха на взрослом международном уровне добился в сезоне 1954 года, когда вошёл в основной состав венгерской национальной сборной и побывал на чемпионате Европы в Берне, откуда привёз награду бронзового достоинства — уступил в метании диска только итальянцам Адольфо Консолини и Джузеппе Този (стал первым венгерским призёром в этой дисциплине со времён Иштвана Доногана, получившего бронзу на европейском первенстве 1934 года). Также в этом сезоне выступил на домашних Всемирных студенческих играх в Будапеште, где победил в метании диска всех своих соперников и завоевал золото.
В 1955 году стал бронзовым призёром V Всемирного фестиваля молодёжи и студентов в Варшаве.
В 1957 году завоевал серебряную медаль на Всемирных университетских играх в Париже.
Серебряный призёр Спартакиады дружественных армий 1958.
Выступал на чемпионате Европы 1958 года в Стокгольме, но попасть здесь в число призёров не смог.
В 1959 году установил рекорд Европы, метнув диск на 58,33 метра.
Благодаря череде удачных выступлений удостоился права защищать честь страны на летних Олимпийских играх 1960 года в Риме — со второго места квалифицировался на предварительном этапе, но в финале показал только четвёртый результат, пропустив вперёд троих американских спортсменов.
После римской Олимпиады Сеченьи остался в составе главной легкоатлетической команды Венгрии и продолжил принимать участие в крупнейших международных соревнованиях. Так, в 1962 году он стал бронзовым призёром VI Всемирного фестиваля молодёжи и студентов в Москве и выступил на европейском первенстве в Белграде.
Находясь в числе лидеров венгерской национальной сборной в своей дисциплине, благополучно прошёл отбор на Олимпийские игры 1964 года в Токио — на сей раз расположился в итоговом протоколе соревнований на пятой строке.
Последний раз показал сколько-нибудь значимый результат в лёгкой атлетике в сезоне 1965 года, когда в очередной раз стал чемпионом Венгрии в метании диска. За свою долгую спортивную карьеру в общей сложности девять раз становился чемпионом страны (1955-56, 1958-63, 1965) и восемь раз обновлял рекорд Венгрии. Считается первым венгерским метателем диска, сумевшим преодолеть рубеж в 60 метров.
Завершив спортивную карьеру, занимался тренерской и преподавательской деятельностью. Профессор в области физической культуры.
Умер 21 марта 2017 года в Будапеште в возрасте 85 лет.